# 토마스과일먹는박쥐
토마스과일먹는박쥐 또는 왓슨과일먹는박쥐(Artibeus watsoni)는 주걱박쥐과(신세계잎코박쥐과)에 속하는 박쥐의 일종이다. 멕시코 남부와 벨리즈, 과테말라, 온두라스, 니카라과, 코스타리카, 파나마 그리고 콜롬비아에서 발견된다. 학명은 표본을 영국 자연사 박물관에 보내준 서부 파나마의 농장주 왓슨(H. J. Watson)의 이름을 따서 지었고, 토마스(Oldfield Thomas)가 이를 기재하곤 했다.